# Charles Townsend
Charles Townsend (n. aprilie 1872, New York City, New York, SUA – d. 11 decembrie 1906, New York City, New York, SUA) a fost un scrimer american, medaliat olimpic. A participat la o ediție a Jocurilor Olimpice (1904) în care a câștigat o medalie de argint.

## Participări
Lista de mai jos prezintă principalele competiții la care a participat Charles Townsend de-a lungul carierei.
- fencing at the 1904 Summer Olympics – men's team foil[*]